# 카자망스 크리올
카자망스 크리올 또는 카셰우-지갱쇼르 크리올은 기니비사우 크리올의 방언으로 간주되는 포르투갈어 기반 크리올 언어이며 주로 세네갈의 카자망스 지역과 감비아에서 사용된다.

## 역사
기니비사우는 1446년 포르투갈인에 의해 발견되었으나, 1588년에야 카셰우가 최초의 포르투갈 정착촌으로 설립되었고, 이 정착촌은 카보베르데에 행정적으로 종속되었다. 현재 세네갈에 속한 카자망스도 1886년까지 포르투갈령 기니의 일부였으나, 베를린 회담 이후 체결된 협약에 따라 포르투갈은 지갱쇼르 시와 카자망스 지역을 프랑스에 할양하게 되었다.
1886년 포르투갈이 프랑스 정부와 국경을 조정하여 지갱쇼르가 포르투갈 통치에서 벗어났음에도 불구하고, 지역 주민들은 여전히 기니비사우 크리올의 영향을 받은 카자망스 크리올을 사용했다.
1950년대에 카자망스 지역의 농촌에서 지갱쇼르 외곽으로 인구 유출이 있었고, 크리올어는 민족 간 의사소통 언어가 되었다. 한편, 기독교 선교사들도 카자망스 크리올을 전도 언어로 사용했는데, 이로 인해 카자망스 크리올의 영향력은 강해졌고, 더욱 보편적으로 사용되기 시작했다.
1963년 실시된 조사에 따르면, 42,000명의 지갱쇼르 주민 중 35,000명(전체 인구의 83%)이 카자망스 크리올을 사용했으며, 30,000명(71.4%)이 카자망스 크리올을 모국어로 사용했다.
75년간의 프랑스 식민지 기간과 독립 후 37년의 시간이 지난 후에도 지갱쇼르의 크리올들은 여전히 현지 주민들 사이에서 레 포르투게(Les portuguais, 포르투갈인)불렸다. 이들은 도시의 성장과 교외 지역의 부상으로 소유했던 토지들이 사라지고 카자망스 크리올 화자들은 빈곤층으로 전락했다. 세네갈 독립 후 상황은 악화되었다. 크리올인들은 프랑스인들의 공범자로 여겨졌으며 이에 기존 크리올들이 차지했던 공직은 월로프어 화자인 북부 지역 관리들로 교체되었고, 이로 인해 지갱쇼르의 크리올 인구는 쇠퇴하기 시작했다. 1985년에는 학교에 다니는 어린이 중 37%만이 카자망스 크리올을 사용했다.
지갱쇼르와 카자망스 지역에 거주하는 카자망스인과 세네갈 북부 지역의 월로프인 사이의 민족적, 문화적 차이는 매우 크며, 이는 카자망스1982년부터 시작된 카자망스 분리주의 운동을 촉발시켰다. 

## 특징
카자망스 크리올은 상기니(Upper-Guinea)의 포르투갈어 기반 크리올에 속하며, 여기에는 카보베르데 크리올 (바를라벤투 및 소타벤투 방언)과 기니비사우 크리올도 포함된다.
이 크리올어는 15세기부터 19세기 말까지 카자망스 지역의 포르투갈인과 원주민 간의 접촉으로 형성되었으며, 포르투갈어와 현지 언어가 섞여 탄생했다. 지갱쇼르에서 사용되는 크리올어는 기니비사우 북부의 카셰우에서 사용되는 크리올과 동일한 유형이며, 프랑스어에서 유래한 일부 용어가 포함되어 있지만 기니비사우 크리올, 심지어 카보베르데 크리올 화자들과도 상호 이해가 가능하다.
카자망스 크리올과 기니비사우 크리올의 연관성은 매우 강하다. 카자망스 크리올어 사용자 수는 약 50,000~55,000명이며, 대부분 지갱쇼르 주민이지만 카자망스의 타도시에서도 다수의 화자가 관찰된다. 감비아에서도 사용된다.
기니비사우와 카자망스에서 사용되는 크리올어는 동일한 언어로 간주되지만, 1886년 카자망스의 지배권이 포르투갈에서 프랑스로 넘어간 결과로 인해 차이가 발생했다. 이러한 역사적, 정치적 상황으로 인해 카자망스인들은 기니비사우인들보다 프랑스와 세네갈인들과 더 많이 교류하기 시작했다.

## 사용
현재 카자망스 크리올은 세네갈 남부의 카자망스 지역, 주로 지갱쇼르에서 사용되며, 대부분의 주민들에게 제1 또는 제2언어로 사용되고, 시우바, 카르발류, 폰세카와 같은 성씨가 흔하다.
카자망스 크리올은 주변 언어와는 대조적으로 기독교와 연관되면서 카자망스 지역의 기독교인들에게서 선호되었다.

## 예시
아래는 주기도문의 영어, 포르투갈어, 카자망스 크리올어 버전이다.
- 영어

Our Father, Who art in heaven, Hallowed be Thy Name. Thy Kingdom come. Thy Will be done, on earth as it is in Heaven. Give us this day our daily bread. And forgive us our trespasses, as we forgive those who trespass against us. And lead us not into temptation, but deliver us from evil. Amen.
- 포르투갈어

Pai Nosso, que estais nos Céus, santificado seja o Vosso nome, venha a nós o Vosso reino, seja feita a Vossa vontade assim na Terra como no Céu. O pão nosso de cada dia nos dai hoje. Perdoai-nos as nossas ofensas assim como nós perdoamos a quem nos tem ofendido, e não nos deixeis cair em tentação, mas livrai-nos do mal, Amen.
- 카자망스 크리올

No Pape ki stana seu Pa bu nomi santificadu Pa bu renu thiga Pa bu bontadi fasidu riba di tera suma na seu Partinu aos pom di kada dia Purdanu no pekadus, suma no ta purda kilas ki iara nu ka bu disanu no kai na tentasom Ma libranu di mal Amen.

## 같이 보기
- 기니비사우 크리올
- 카보베르데 크리올
- 포르투갈어 기반 크리올 언어